# Moselle Open 2018
Il Moselle Open 2018 è stato un torneo di tennis giocato sul cemento indoor. È stata la 16ª edizione del torneo facente parte della categoria ATP Tour 250 nell'ambito dell'ATP World Tour 2018. Si è giocato all'Arènes de Metz di Metz, in Francia, dal 17 al 23 settembre 2018.

## Partecipanti

### Teste di serie
| Nazionalità | Giocatore             | Ranking | Testa di serie* |
| ----------- | --------------------- | ------- | --------------- |
| Giappone    | Kei Nishikori         | 12      | 1               |
| Grecia      | Stefanos Tsitsipas    | 15      | 2               |
| Francia     | Lucas Pouille         | 19      | 3               |
| Francia     | Richard Gasquet       | 24      | 4               |
| Georgia     | Nikoloz Basilašvili   | 31      | 5               |
| Francia     | Adrian Mannarino      | 32      | 6               |
| Serbia      | Filip Krajinović      | 33      | 7               |
| Germania    | Philipp Kohlschreiber | 36      | 8               |

* Ranking al 10 settembre 2018.

### Altri partecipanti
I seguenti giocatori hanno ricevuto una wild card per il tabellone principale:
- Quentin Halys
- Ugo Humbert
- Corentin Moutet

I seguenti giocatori sono passati dalle qualificazioni:

- Matthias Bachinger
- Constant Lestienne
- Kenny de Schepper
- Bernard Tomić

I seguenti giocatori sono entrati in tabellone come lucky loser:
- Grégoire Barrère
- Yannick Maden

## Ritiri
Prima del torneo
- Marius Copil → sostituito da  Jürgen Zopp
- Philipp Kohlschreiber → sostituito da  Yannick Maden
- Lucas Pouille → sostituito da  Grégoire Barrère

## Campioni

### Singolare
Gilles Simon ha battuto in finale  Matthias Bachinger con il punteggio di 7–6(2), 6-1.
- È il quattordicesimo titolo in carriera per Simon, il secondo della stagione.

### Doppio
Nicolas Mahut /  Édouard Roger-Vasselin hanno battuto in finale  Ken Skupski /  Neal Skupski con il punteggio di 6–1, 7–5.